# Apopyllus
Apopyllus là một chi nhện trong họ Gnaphosidae.